# Рыбицкий, Камиль
Камиль Рыбицкий (пол. Kamil Rybicki; род. 1996, Сохачев) — польский борец вольного стиля, участник Олимпийских игр.

## Карьера
В июне 2014 года в польском Катовице стал бронзовым призёром чемпионата Европы среди юниоров в категории до 66 кг. В апреле 2019 года он стал чемпионом Польши в весовой категории до 79 кг. В сентябре 2019 года в Нур-Султане он представлял Польшу на чемпионате мира, где изначально был седьмым в категории 74 кг, но после дисквалификации Зелимхана Хаджиева из Франции он переместился на шестое место, таким образом выиграв олимпийскую лицензию для Польши на Олимпийские игры в Токио. В 2021 году он неудачно выступил на домашнем чемпионате Европы, заняв 15 место. В августе 2021 года на Олимпиаде в схватке на стадии 1/8 финала уступил египтянину Амру Реда Хуссену (1:6) и занял итоговое 13 место. В сентябре 2021 году стал чемпионом Польши в весовой категории до 74 кг.

## Достижения
- Чемпионат Европы по борьбе среди юниоров 2014 — ;
- Чемпионат мира по борьбе 2021 — 6;
- Олимпийские игры 2020 — 13;